# 凱里喬
凱里喬是東非國家肯尼亚的城鎮，由裂谷省負責管轄，距離基蘇木約80公里，該鎮以種植茶葉聞名，鎮上有機場設施，居民主要信奉基督教，1999年人口約30,000。
0°22′S 35°18′E / 0.367°S 35.300°E